# Wrocławski Przegląd Międzynarodowy
Wrocławski Przegląd Międzynarodowy (WPM) – niezależny kwartalnik wydawany
przez Dolnośląski Ośrodek Studiów Strategicznych. Pismo poświęcone
problematyce współczesnych stosunków międzynarodowych oraz zagadnieniom
bezpieczeństwa i geopolityki. Artykuły ukazują się w języku polskim i
angielskim.